# Billy Horschel
Billy Horschel (1986) is een Amerikaanse golfer. Hij speelt op de Amerikaanse PGA Tour.

## Amateur
Horschel kreeg een studiebeurs om van 2006-2009 aan de Universiteit van Florida in Gainesville te studeren. Hij speelde collegegolf voor de Florida Gators in de NCAA. In 2009 haalde hij zijn Bachelor in sport-management.
Hij kwam in 2006 in het nieuws toen hij op de Hazeltine National Golf Club tijdens het US Amateur de eerste ronde speelde in 60 slagen, hetgeen een record was voor het toernooi en voor de USGA (US golffederatie). Hij kwalificeerde zich voor het matchplay-gedeelte maar viel na drie rondes uit. Later dat jaar speelde hij het US Open. Hoewel hij daar de cut miste, besefte hij dat hij best mee kon doen op dat niveau. Hij besloot na zijn studie professional te worden.

### Teams
- Palmer Cup: 2007, 2008
- Walker Cup: 2007
- Eisenhower Trophy: 2008

## Professional
Horschel werd in 2009 professional. Op de Tourschool haalde hij eind 2009 zijn tourkaart maar wegens een poldblessure kon hij maar vier toernooien spelen. Eind 2010 haalde hij weer zijn tourkaart. In februari 2011 haalde hij voor het eerst de cut van een toernooi, en aan het einde van het seizoen stond hij nummer 140 op de Order of Merit, hetgeen voldoende was om zijn kaart te behouden, maar hij kwam wel in een lage categorie.
In 2012 eindigde Horschel op de derde plaats bij de True South Classic maar dat was niet genoeg om zijn tourkaart te behouden. Hij speelde ook op de Web.com Tour. Hij moest weer naar de Tourschool en kwalificeerde zich weer voor de PGA Tour.
Seizoen 2013 verliep beter. Nadat hij drie keer in de top-10 eindigde, kwam zijn eerste overwinning. Bij de Zurich Classic of New Orleans, zijn 61ste toernooi op de Tour, won hij door in de laatste ronde zes birdies achter elkaar te maken. Daarna stond hij in de top-50 van de wereldranglijst (OWGR), waardoor hij zich kwalificeerde voor het US PGA Championship, het US Open, de WGC - Bridgestone Invitational en het The Players Championship van 2013 en de Masters van 2014. 
In het US Open van 2013 stonden hij en Phil Mickelson na de tweede ronde als enige twee spelers onder par. Justin Rose won het toernooi en Horschel eindigde met +5 op de 4de plaats. Daarna stond hij nummer 34 op de OWGR en nummer 4 op de FedEx Cup ranking.
In 2014 speelde hij de WGC - Matchplay.

### Gewonnen
- 2013: Zurich Classic of New Orleans (-20)
- 2014: BMW Championship (266; –14), The Tour Championship (269; –11)